# Sincelo (ofício)
Um sincelo (em latim: syncellus; em grego: σύγκελλος; romaniz.: synkellos; lit. "vivendo na mesma cela"; plural: synkelloi) é um ofício da Igreja Ortodoxa aproximadamente equivalente a um vigário-geral na Igreja Católica. Originalmente o ofício era atribuído a monges e diáconos que viviam nos mesmos aposentos que seus bispos e tinha a função de testemunhar sua pureza e participar de seus exercícios religiosos diários. A partir do século V, na Igreja Oriental, denotou o assessor e confessor dos patriarcas e bispos, adquirindo grande influência sobre eles. No século VI o sincelo adquiriu o direito de apossar-se do trono patriarcal enquanto este se mantivesse vago e no século X tornou-se o sucessor designado para reinar como patriarca. Além disso, também poderiam ter seus próprios assentos e votos em concílios da Igreja e serem enviados em missões políticas importantes. Na Igreja Católica o ofício não tornou-se proeminente e seus titulares mantiveram sua função original. Com o tempo o ofício evoluiu para o consiliarii papales et episcopales (conselheiro espiritual).
Com o tempo os patriarcas começaram a ser assessorados por dois ou mais sincelos, tendo o mais proeminente deles adquirido o título de protossincelo ("primeiro sincelo"; plural: protosynkelloi). Eram nomeados pelo imperador e devido a grande influência que o ofício adquiriu, começou a ser empossado por metropolitas (os bispos urbanos). Constantino Ducas (r. 1074-1078 e 1081-1088), na tentativa de encerrar a confusão entre as dignidades imperiais e as eclesiásticas que estavam minando a autoridade dos imperadores, determinou que os metropolitas não poderiam ser titulares de honrarias imperiais, uma vez que o elevado número de clérigos que ostentaram os títulos de sincelo e protossincelo é um sinal da grande influência da Igreja na corte.
Nos séculos seguintes, além do título de protossincelo, novos títulos foram criados a partir da derivação do ofício: proedro do protossincelo (proedros ton protosynkellon) e grande sincelo (megas synkellos). Devido a propagação destes novos títulos, o ofício de sincelo foi desvalorizado e perdeu seu valor, adquirindo um caráter puramente honorífico. No período Paleólogo o grande sincelo tornou-se o sincelo do patriarca. Atualmente o título mantem-se em uso na Igreja Ortodoxa Grega.